# Ruprechtia costaricensis
Ruprechtia costaricensis är en slideväxtart som beskrevs av Pendry. Ruprechtia costaricensis ingår i släktet Ruprechtia och familjen slideväxter. Inga underarter finns listade i Catalogue of Life.